# Дрейф судна
Дрейф су́дна (дрийф) (от нидерл. drijven — «отклоняться от курса, дрейфовать») — смещение (снос) судна с линии курса под влиянием ветра. Дрейф характеризуют углом между линией пути и линией истинного курса, для измерения этой величины применяют дрейфомер.
- Снос стоящего на якоре судна под влиянием ветра или течения, когда якорь ползёт по грунту
- Снос неуправляемого судна под влиянием ветра и течения

Вредное (а у берега и опасное) явление в силу возможности выноса судна на мелководье или скалистый берег.
Чтобы дрейфующее судно было ориентировано носом против ветра применяют плавучий якорь.
Плавучий якорь внешне выглядит как парашют, аналогичен по принципу действия, изготавливают из ткани. Спускают за борт и закрепляют на канате на носу судна.
Лечь в дрейф на парусном судне означает расположить паруса так, чтобы можно было, не бросая якоря, удержать судно на месте. Для этого одни паруса располагают так, как при ходе в бейдевинд, другие же ставят против ветра. Судно при этом то ходит вперёд (восходит к ветру), то пятится назад (нисходит под ветер); кроме того, его подаёт немного лагом, то есть перпендикулярно к килю под ветер.
Лечь в дрейф под парусом можно в любой ветер. Примечательно, что в наиболее сложных условиях, при свежем ветре судно ведет себя спокойно, так как крен — не большой, а полный курс и малая скорость позволяют судну не «замываться» волнами.
Дрейфовать значит перемещаться по ветру или течению без помощи парусов, двигателя или иного движителя.
Для того, чтобы сняться с дрейфа, достаточно потравить наветренный стаксель-шкот и поставить стаксель на место, выбрав шкот с подветра.